# Bothriurus asper
Bothriurus asper é uma espécie pequena de escorpião da família Bothriuridae. É endêmica do Nordeste do Brasil, ocorrendo principalmente na Caatinga Pernambucana, seu tamanho pode variar entre 2 a 4 cm. Vivem em diversos microhabitats.